# Viện Tiêu chuẩn Quốc gia Hoa Kỳ
ANSI (viết tắt từ American National Standards Institute trong tiếng Anh và có nghĩa là "Viện Tiêu chuẩn Quốc gia Hoa Kỳ") là một tổ chức tư nhân, phi lợi nhuận nhằm quản trị và điều phối sự tiêu chuẩn hoá một cách tự giác và hợp thức các hệ thống quy ước ra đời ngày 19 tháng 10 năm 1918. Cơ sở chính ANSI đóng ở Washington, D.C..

## Nhiệm vụ
Nhiệm vụ của tổ chức là nâng cao khả năng cạnh tranh toàn cầu của hệ thống kinh doanh và chất lượng đời sống Hoa Kỳ đồng thời tạo điều kiện cho việc tự giác thống nhất các tiêu chuẩn và hợp thức các hệ thống quy ước, cũng như là bảo vệ sự nguyên dạng của các tiêu chí này. Các tiêu chuẩn của ANSI thường được ISO chấp nhận.

## Lịch sử
Khi mới thành lập, 1918, ANSI có tên là American Engineering Standards Committee. Sang năm 1928, đổi thành American Standards Association, hay ASA. Vào năm 1946 ASA nhập chung với các tổ chức liên quan đến các chuẩn của 25 quốc gia khác thành International Organization for Standardization. Đến năm 1966 thì họ lại tách ra thành United States of America Standards Institute. Và, cuối cùng, vào năm 1969 thì có tên là American National Standards Institute.